# Kybartai
Kybartai  este un oraș din județul Marijampolė, Lituania. Se află 20 kilometri (12 mi) vest de Vilkaviškis și se află la granița cu Regiunea Kaliningrad, Rusia. 

## Istorie
Kybartai a fost fondat sub domnia lui Sigismund I al Poloniei datorită eforturilor de colonizare ale soției sale, Bona Sforza. În 1561 a fost înscris în registrul funciar al orașelor Jurbarkas și Virbalis. Aceasta este prima mențiune a orașului în documentele istorice. A fost parte a Uniunii statale polono-lituaniene până în 1795, parte a regatului Prusiei până în 1807. Din 1807 a făcut parte din Ducatul de la Varșovia. Din 1815 a fost parte a Imperiului Rus, după Congresul de la Viena.
În 1856, Kybartai, situat în apropierea punctului vamal Virbalis, a primit statutul de oraș. Orașul a crescut semnificativ după 1861, când a fost construită linia de cale ferată de la St. Petersburg la Varșovia până la granița prusacă. 
În 1919, când a fost constituită Republica Lituania, a devenit parte din aceasta și a fost redenumit Kybartai, reconfirmându-se statutul orașului. Kybartai a fost ultimul oraș din Lituania, unde președintele Antanas Smetona a fost localizat la 15 iunie 1940, înainte de emigrarea sa.
Din 1940, a făcut parte din Republica Sovietică Socialistă Lituaniană (Uniunea Sovietică). În timpul celui de-al doilea război mondial, a fost abandonat de Armata Roșie la 22 iunie 1941.
La 30 iunie 1941, o trupă Einsatzgruppe de germani și câțiva polițiști lituanieni au săvârșit o execuție în masă a populației evreiești locale. 106-116 de oameni au fost uciși într-o carieră de nisip.  Din iulie până în toamna anului 1941, alți evrei din oraș au fost asasinați.
La 18 octombrie 1944, trupele celui de-al Treilea Front Bielorus, au lansat operațiunea Gumbinnen-Goldapa. În 1950-1959 a fost centrul districtului.
Din 1991, a fost parte a Lituaniei. Stema orașului Kybartai a fost aprobată la 24 noiembrie 1998 prin decretul Președintelui Republicii Lituania conform proiectului artistului  Kestutis Gvalda.  
Unul dintre primele cluburi de fotbal lituaniene, Sănătatea (FC Sveikata Kybartai), a fost fondat la Kybartai în 1919.

## Populație
În 1895, orașul avea 2364 de locuitori, în 1939 a avut 7337 de rezidenți. În 1959, populația orașului număra 6200, iar în 2010 în Kybartai erau 6173 de locuitori.